# Filip Adwent

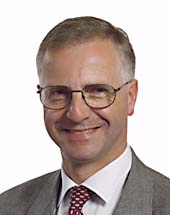
Filip Adwent

Filip Stanisław Adwent (* 31. August 1955 in Straßburg; † 26. Juni 2005 in Warschau) war ein polnischer Politiker.
Adwent wurde als Kind polnischer Emigranten geboren und lebte bis 1996 in Frankreich. Von Beruf Arzt, organisierte er zu Zeiten des Kriegsrechts Hilfslieferungen nach Polen, für die er 1995 von der polnischen Regierung ausgezeichnet wurde.
Seit 2004 war er Abgeordneter des Europäischen Parlaments für die rechtsgerichtete Liga Polskich Rodzin, ohne allerdings Mitglied dieser Partei zu sein.
Adwent erlag am 26. Juni 2005 im Alter von 49 Jahren seinen Verletzungen, die er bei einem Autounfall am 18. Juni 2005 erlitten hatte. Bei dem Autounfall starben auch seine 19-jährige Tochter sowie sein Vater und seine Mutter.